# Aiguille du Tacul
L'aiguille du Tacul est un sommet du massif du Mont-Blanc, en Haute-Savoie, culminant à  3 444 mètres.
Bien visible depuis le Montenvers, elle a porté jusqu'à la fin du XIXe siècle le nom de Périades, aujourd'hui donné au seul petit groupe de pointes rocheuses situé de l'autre côté du col du Tacul.